# Mari (Zypern)
Mari (griechisch Μαρί, türkisch Tatlısu oder Mari) ist ein Ort im Bezirk Larnaka in Zypern. Bei der letzten amtlichen Volkszählung im Jahr 2021 hatte der Ort 102 Einwohner.

## Lage

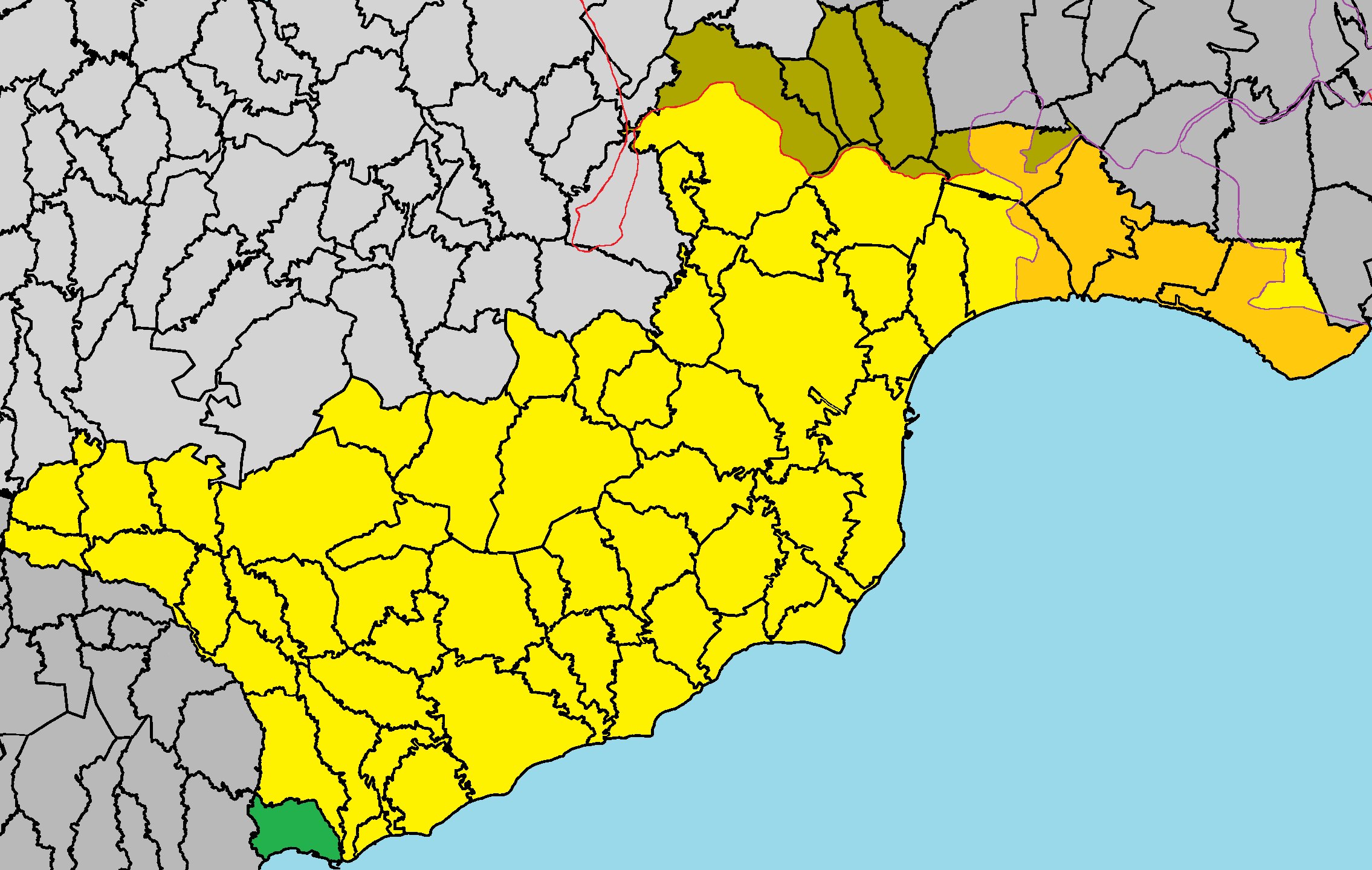
Lage der Gemeinde im Bezirk Larnaka

Mari liegt im Süden der Insel Zypern auf 87 Metern Höhe, etwa 46 km südlich der Hauptstadt Nikosia, 35 km südwestlich von Larnaka und 22 km nordöstlich von Limassol.
Der Ort befindet sich etwa 1,5 km vom Mittelmeer entfernt auf einem Hügel. Die Gegend um Mari ist industriell geprägt, so liegt in der Nähe unter anderem ein Kalksteinbruch im Norden, ein Zementwerk und verschiedene Minen, Ölraffinerien, das Vasilikos-Kraftwerk und die Marinebasis Evangelos Florakis im Süden. Dort kam es am 11. Juli 2011 zu einer Munitionsexplosion. Dabei explodierte in Containern gelagerte beschlagnahmte iranische Munition, richtete große Zerstörung in der Umgebung an und forderte 15 Menschenleben und über 60 Verletzte.
Orte in der Umgebung sind Kalavasos im Norden, Tochni und Psematismenos im Nordosten, Zygi im Osten, Pentakomo im Bezirk Limassol im Westen sowie Asgata im Nordwesten.